# 난징대학시엔린캠퍼스역
난징대학시엔린캠퍼스역은 2010년에 개통한 중국의 철도역이다.

## 역 주변
- 난징 대학 시엔린 캠퍼스